# Anton Appunn
Anton Appun (Hanau, 1839 – Hanau, 1909) è stato un fisico e organista tedesco.
Organista di Hanau, continuò l'opera di suo padre, Georg August Appunn, determinando l'altezza di suoni acuti.